# Viseu Dão-Lafões

Logo de la communauté intermunicipale

Viseu Dão-Lafões est une sous-région portugaise située au nord de la région Centre. En 2021, la sous-région comptait 252 984 habitants et une densité de population de 78 habitants par km2. La sous-région a une superficie de 3 238 km2, qui peut être divisée en 14 municipalités et 156 communes. La capitale de la sous-région est la ville de Viseu, qui est la plus grande ville de la sous-région et la troisième ville de la région Centre, avec 99 561 habitants dans l'ensemble de la commune et 59 469 habitants dans la zone urbaine. Elle est bordée au nord-ouest par la Aire métropolitaine de Porto, au nord par la sous-région Tâmega et Sousa, au nord-est par la sous-région Douro, à l'est par la sous-région Beiras e Serra da Estrela, au sud par la sous-région Região de Coimbra et à l'ouest par la sous-région Região de Aveiro.

Localisation du Dão-Lafões

## Géographie
La sous-région est composée des 14 municipalités suivants:
- Aguiar da Beira
- Carregal do Sal
- Castro Daire
- Mangualde
- Nelas
- Oliveira de Frades
- Penalva do Castelo
- Santa Comba Dão
- São Pedro do Sul
- Sátão
- Tondela
- Vila Nova de Paia
- Viseu
- Vouzela

## Démographie

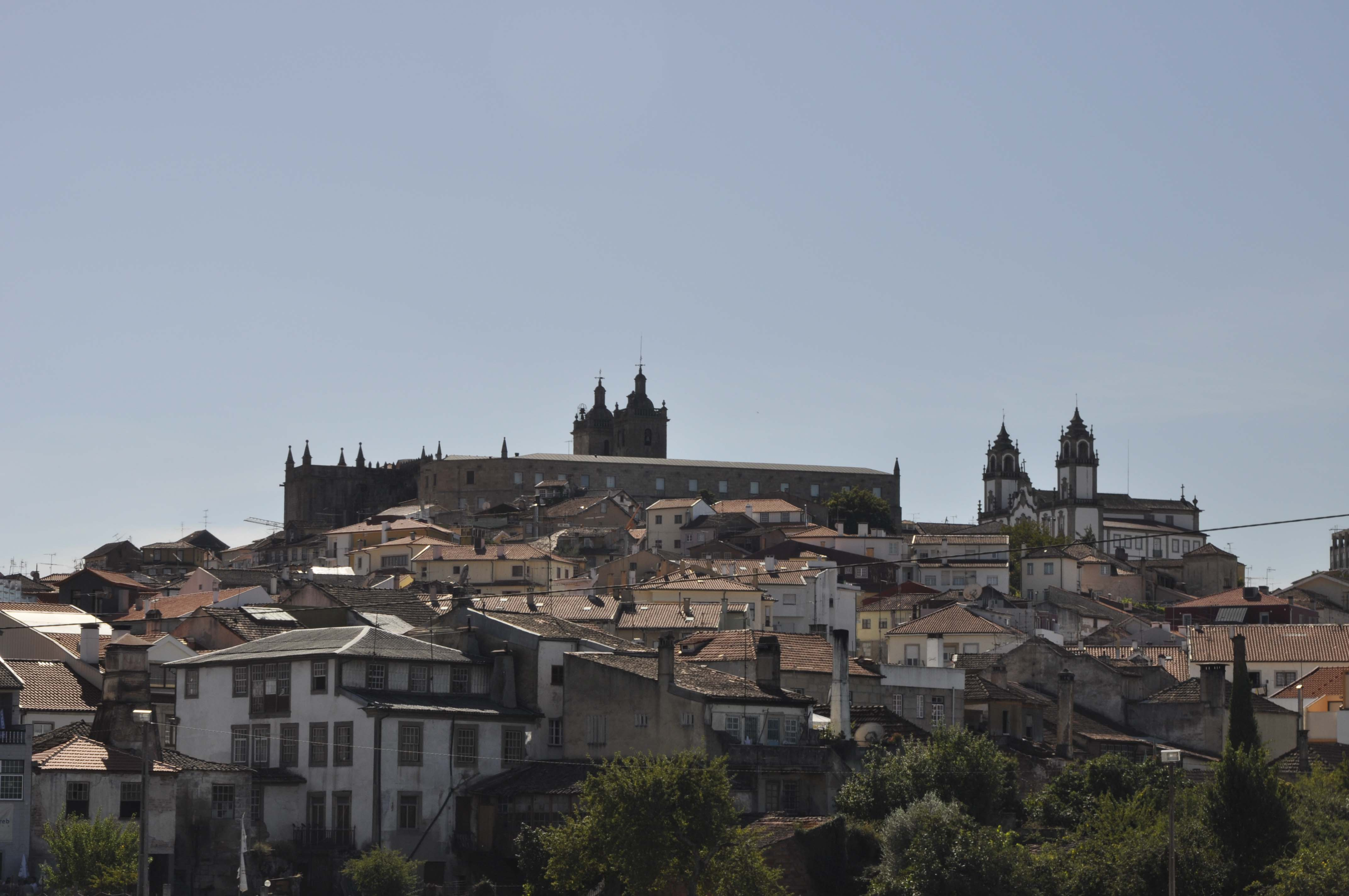
Ville de Viseu

### Population
Le recensement de 2021 montre que la population de la sous-région est passée à 252 796 habitants, contre 267 728 en 2011 et 275 934 en 2001. Castro Daire et Viseu sont les seuls des 14 municipalités à avoir enregistré une augmentation, tandis que les 12 autres municipalités ont connu une diminution.
| Municipalité       | Population | Population | Population | Superficie km2 | Densité de population in km2 |
| Municipalité       | 2001       | 2011       | 2021       | Superficie km2 | Densité de population in km2 |
| ------------------ | ---------- | ---------- | ---------- | -------------- | ---------------------------- |
| Aguiar da Beira    | 6.247      | 5.473      | 5.231      | 206,7 km2      | 25                           |
| Carregal do Sal    | 10.411     | 9.835      | 9.038      | 116,8 km2      | 77                           |
| Castro Daire       | 16.990     | 15.339     | 13.736     | 379,0 km2      | 36                           |
| Mangualde          | 20.990     | 19.880     | 18.303     | 219,2 km2      | 83                           |
| Nelas              | 14.283     | 14.037     | 13.124     | 125,7 km2      | 104                          |
| Oliveira de Frades | 10.584     | 10.261     | 9.510      | 147,4 km2      | 64                           |
| Penalva do Castelo | 9.019      | 7.956      | 7.333      | 134,3 km2      | 54                           |
| Santa Comba Dão    | 12.473     | 11.597     | 10.641     | 111,9 km2      | 95                           |
| São Pedro do Sul   | 19.083     | 16.851     | 15.137     | 348,9 km2      | 43                           |
| Sátão              | 13.144     | 12.444     | 11.026     | 201,9 km2      | 54                           |
| Tondela            | 31.152     | 28.946     | 25.914     | 371,2 km2      | 69                           |
| Vila Nova de Paia  | 6.141      | 5.176      | 4.662      | 175,5 km2      | 26                           |
| Viseu              | 93.501     | 99.369     | 99.561     | 507,1 km2      | 196                          |
| Vouzela            | 11.916     | 10.564     | 9.580      | 193,6 km2      | 49                           |
| Viseu-Dão Lafões   | 275.934    | 267.728    | 252.796    | 3,238 km2      | 78                           |